# Bhulabhai Desai

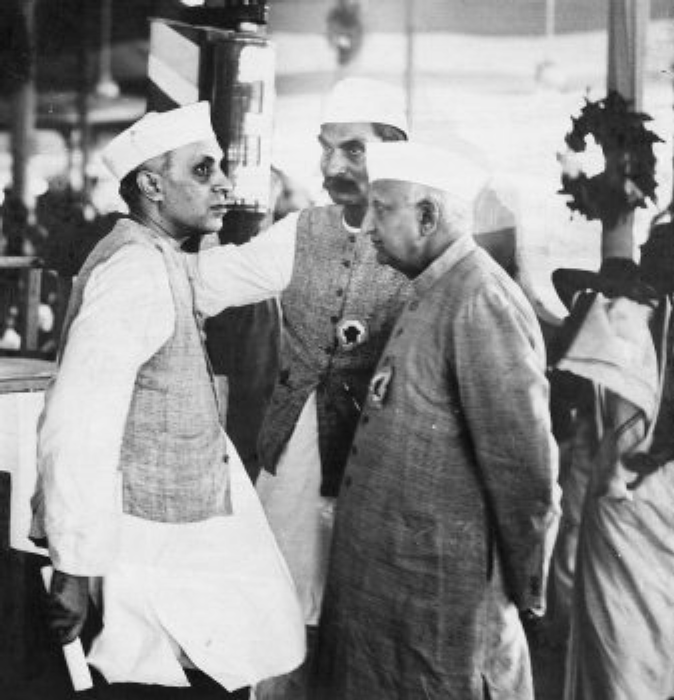
Von links: Jawaharlal Nehru, Rajendra Prasad und Bhulabhai Desai während einer Sitzung des All Indian Congress im April 1939

Bhulabhai Jivanji Desai (Hindi भूलाभाई जीवनजी देसाई; * 13. Oktober 1877 in Valsad; † 6. Mai 1946 in Neu-Delhi) war ein indischer Unabhängigkeitsaktivist und renommierter Rechtsanwalt.

## Leben
Er gehörte zum Verteidigungsteam von drei des Hochverrats angeklagten Soldaten der Indian National Army.
Desai war krankheitsbedingt haftunfähig, deshalb gehörte er zum überschaubaren Kreis handlungsfähiger Politiker unter dem britischen Kolonialregime. Die ihm so zugefallene Aufgabe, eine religionsüberschreitende Einheit eines unabhängigen Indien zu suchen, nahm er an.
Ihm wurde der Name einer Straße im Süden Mumbais gewidmet, welche als Breach Candy oder Warden Road bezeichnet wird. (Bhula Bhai Desai Marg) Sein einziges Kind Dhirajlal Bhulabhai Desai wurde Diplomat.